# Pickens County, Georgia
Pickens County är ett administrativt område i delstaten Georgia, USA, med 29 431 invånare.  Den administrativa huvudorten (county seat) är Jasper.

## Geografi
Enligt United States Census Bureau så har countyt en total area på 603 km². 601 km² av den arean är land och 2 km² är vatten.

### Angränsande countyn
- Gilmer County, Georgia - nord
- Dawson County, Georgia - öst
- Cherokee County, Georgia - syd
- Bartow County, Georgia - sydväst
- Gordon County, Georgia - väst